# 김두희 (축구인)
김두희(한국 한자: 金斗熙, 1986년 12월 8일 ~ )는 대한민국의 전 축구 선수이자 현재 축구 지도자로 선수로 활동할 당시 포지션은 미드필더였으며 현재 수원 삼성 블루윙즈의 유소년 축구교실인 리틀윙즈와 임직원자녀 축구교실에서 코치를 맡고 있다.